# Ayacuchói diadalív
Az ayacuchói diadalív a perui Ayacucho városának egyik kedvelt turistalátványossága. Egy 1866-os csatában aratott győzelem emlékére emelték.

## Története
Az 1866-os callaói csatában a peruiak fontos győzelmet arattak a spanyolok felett: ennek a győzelemnek az emlékére emelték Ayacucho városában 1886-ban (más forrás szerint 1910-ben) a diadalívet. Az építkezést Pedro José Ruiz polgármester és Mariano Velarde Álvarez megyei prefektus kezdeményezte. Az ayacuchói csata 100 éves évfordulója (1924) alkalmából klasszicista stílusban átalakították, és az eredeti építmény tetejére újabb részeket is építettek. 50 évvel később, a 150 éves évfordulón már éppen így nézett ki, mint ma.

## Leírás
A diadalív Ayacucho történelmi belvárosában található, két viszonylag keskeny utca, a Carlos F. Vivanco és a Július 28. utca kereszteződésében, utóbbi fölött. Közvetlen szomszédságában található a Szent Ferenc-templom, amely után ezt az építményt Szent Ferenc diadalívnek is hívják.
Az építmény két zömök lába egy félköríves záródású átjárót fog közre. Az egész diadalív alapszíne vöröses árnyalatú, számos díszítése és például az átjáró belsejének felső része fehér. A lábakon két-két pilaszter, az építmény tetején több apró toronyszerű dísz található. Északi oldalán a kapu fölött egy órát helyeztek el, a déli oldalon ugyanitt csak egy üres körlap látható.

## Képek

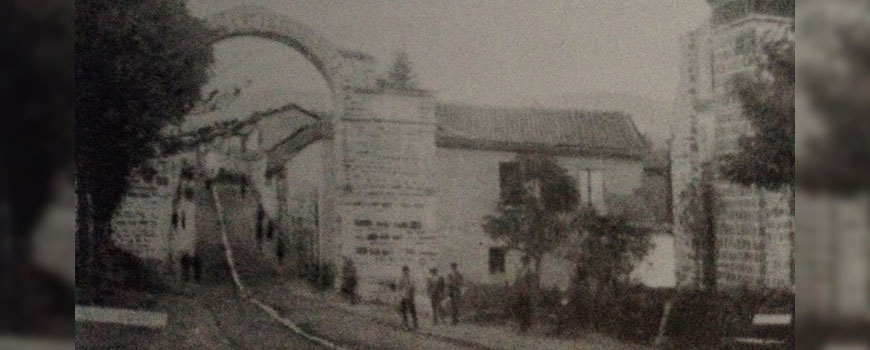
Régi kép a diadalív kezdeti formájáról
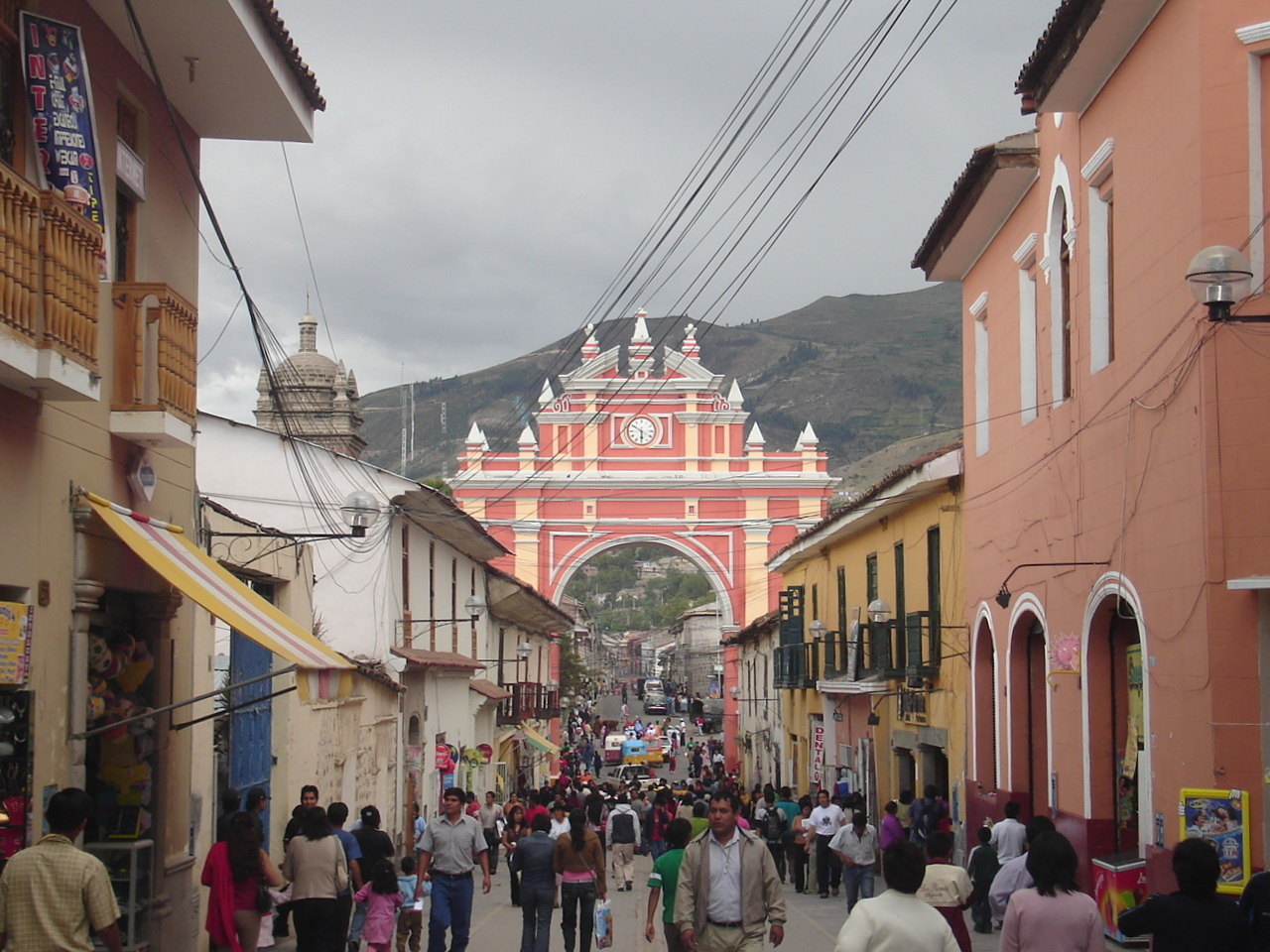
A diadalív a forgalmas utcájával
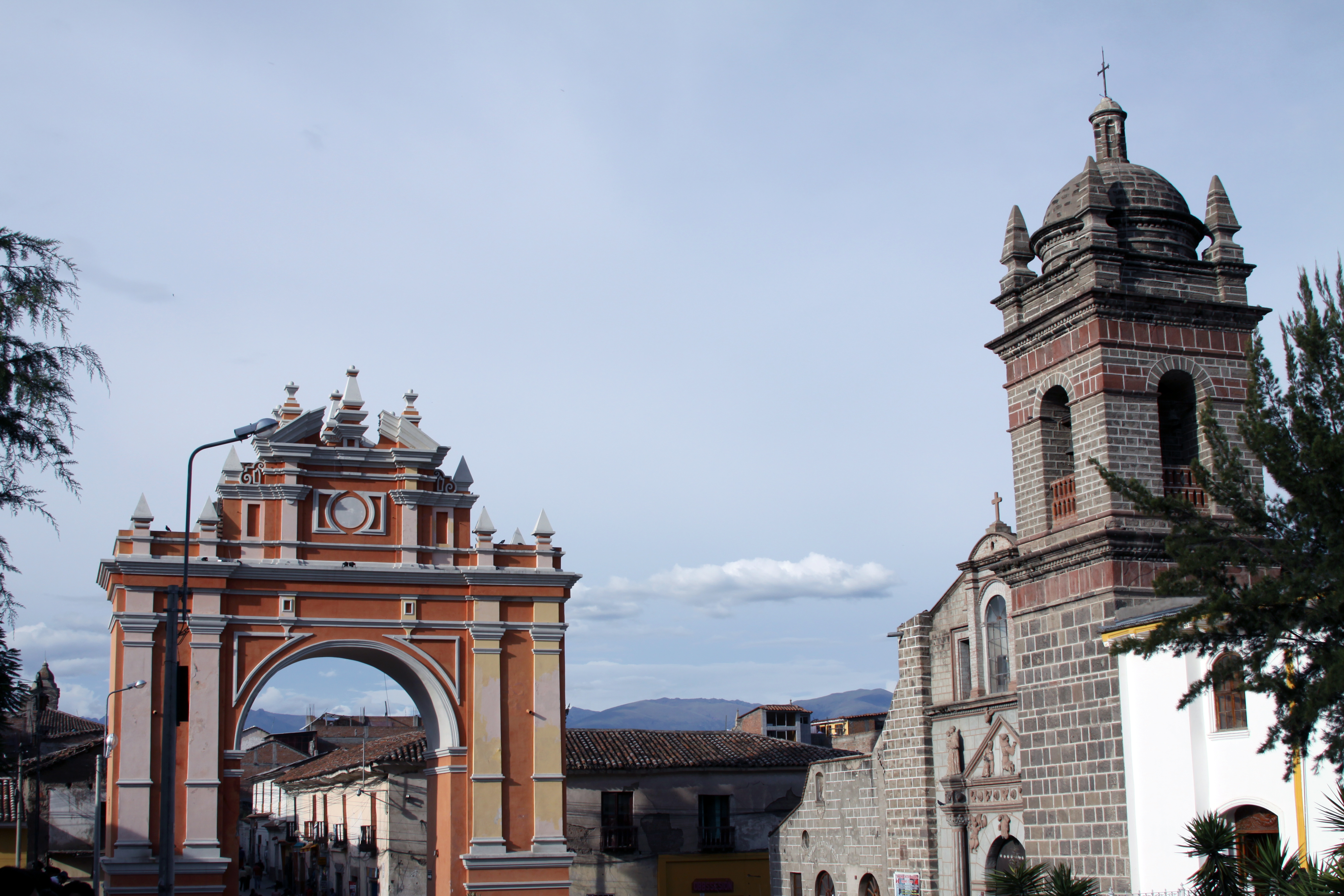
Az építmény, mellette a Szent Ferenc-templom
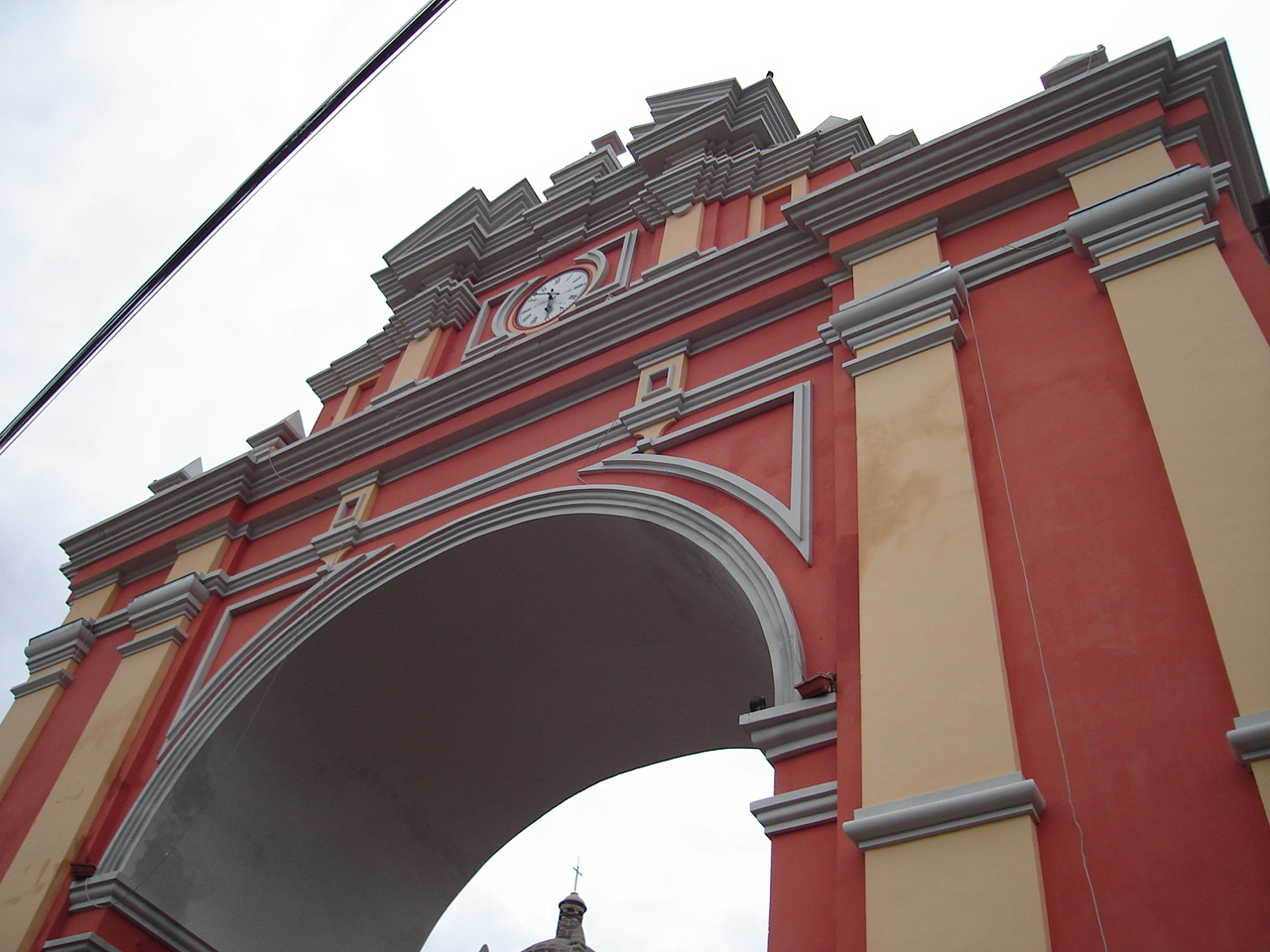
Közelről